# 레오네스 델 에스코기도

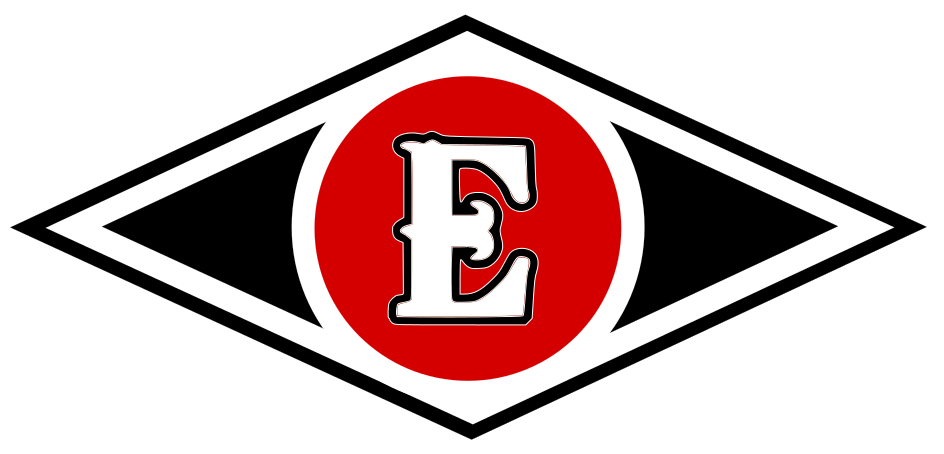

레오네스 델 에스코기도(Leones del Escogido)는 도미니카 공화국 산토도밍고에 위치한 프로 야구팀이다. 도미니카 윈터 베이스볼 리그 소속이며, 에스타디오 퀴스퀘야 야구장을 홈구장으로 사용하고 있다. 총 14회의 챔피언십 우승과 3회의 캐리비안 시리즈 우승을 차지한 명문 구단이다.

## 같이 보기
- 티그레스 델 리세이